# 大戸裕矢
大戸 裕矢（おおど ゆうや、1990年3月9日 - ）は、ジャパンラグビーリーグワン静岡ブルーレヴズに所属するラグビー選手。

## プロフィール
- 埼玉県出身[1]。
- ポジションはロック(LO)、フランカー(FL) 。
- 身長 187 cm、体重 104 kg
- ニックネームはおおど、おーちゃん。
- 日本代表キャップは5。（2022年6月現在）
- トップリーグ選抜に選ばれたことがある[2]。

## 略歴
熊谷ラグビースクールでラグビーを始めた。
2008年、正智深谷高校卒業後、立命館大学に入る。
2012年、立命館大学卒業後、ヤマハ発動機ジュビロ(現・静岡ブルーレヴズ)に加入。同年9月23日に行われたジャパンラグビートップリーグ第4節の福岡サニックスブルース戦に途中出場で公式戦初出場を果たす。
2017年4月22日に行われたアジアラグビーチャンピオンシップ2017韓国戦にて先発出場で日本代表初キャップを獲得し、同年7月にはサンウルブズに追加招集された。
2025年3月2日、ジャパンラグビーリーグワン2024-25シーズン第10節・三重H戦で、公式戦150出場を達成した。トップリーグ時代の99試合は日本選手権やカップ戦を含み、リーグワン51試合との合計となる。